# 天苑增三
天爐座α（α Fornacis, α For）是天爐座最亮的恆星，但只比4等星亮一點。中國傳統名天苑增三，它在西洋的固有名稱是Dalim （出自皮亞齊的星表Palermo Catalogue）和Fornacis（在Burritt的星圖）。這顆恆星最初的名稱是 波江座12。
天爐座α的光譜類型是F8IV，其中的IV表示它的亮度是在演化上已經離開主序星的次巨星。它的質量比太陽重約33%，年齡是29億歲。天爐座α是一對聯星 ，有著高自行運動。這個系統顯示出紅外過量，暗示可能有類似岩屑盤的拱星盤
第二顆恆星已經被確認是顆藍掉隊星，它可能是合併了之前存在的第三顆恆星，或是累積了它的物質。它是個強X射線源，質量約為太陽的78% 。
這顆恆星的空間速度元件是（U、 V、 W） = （–35，+ 20，+ 30）km/s。大約35萬年前，天爐座α星曾於A型主序星的時鐘座ν有過一次親密的接觸。估計曾互相接近至0.265 ly（0.081 pc）的距離，使這兩顆恆星都有岩屑盤。

## 外部連結
- α For (Dalim)（页面存档备份，存于） - SKY-MAP.ORG（页面存档备份，存于）
- LHL Digital Collections（页面存档备份，存于） - Linda Hall library（页面存档备份，存于）